# Wapnica, Hạt Kamień
Wapnica [vapˈnit͡sa] (tiếng Đức: Kalkofen)  là một ngôi làng thuộc khu hành chính của Gmina Międzyzdroje, thuộc quận Kamień, West Pomeranian Voivodeship, ở phía tây bắc Ba Lan. Nó nằm khoảng 6 kilômét (4 mi) phía nam Międzyzdroje, 25 km (16 mi) phía tây nam Kamie Kam Pomorski và 53 km (33 mi) phía bắc thủ đô khu vực Szczecin.
Ngôi làng có dân số 350 người.